# Manuela Giugliano
Manuela Giugliano (Castelfranco Véneto, Italia; 18 de agosto de 1997) es una futbolista italiana. Juega como centrocampista y su equipo actual es el AS Roma de la Serie A y forma parte de la selección de fútbol femenino de Italia.

## Trayectoria
Giugliano jugó para ACFD Pordenone antes de unirse al Sassari Torres en 2014. Al año siguiente firmó por ASD Mozzanica.
El 22 de septiembre de 2016 fichó por ASD. Verona. Se unió a ACF Brescia en 2017 antes de mudarse a AC Milan la próxima temporada.
El 16 de julio de 2019, Giugliano se unió a la AS Roma.

## Selección nacional
Giugliano fue convocada para formar parte de la selección sub-17 de Italia para la Copa Mundial Femenina de Fútbol Sub-17 de 2014, donde jugó seis partidos y marcó tres goles. Fue convocada para formar parte de la selección sub-17 del Campeonato Europeo Femenino Sub-17 de la UEFA 2013-14. Hizo su debut absoluto en una victoria por 2-1 contra Ucrania el 25 de octubre de 2014. Marcó su primer gol internacional en la victoria por 6-1 contra Georgia el 18 de septiembre de 2015.
Fue incluida por el entrenador Antonio Cabrini en el equipo de Italia para la Eurocopa Femenina 2017.

## Clubes
| Club               | País   | Año           |
| ------------------ | ------ | ------------- |
| ACFD Pordenone     | Italia | 2013-2014     |
| Sassari Torres     | Italia | 2014-2015     |
| Atalanta Mozzanica | Italia | 2015-2016     |
| ASD. Verona        | Italia | 2016-2017     |
| ACF Brescia        | Italia | 2017-2018     |
| AC Milan           | Italia | 2018-2019     |
| AS Roma            | Italia | 2019-presente |

## Palmarés
ACF Brescia
- Supercopa Femenina de Italia (1): 2017/2018.

Roma
- Copa Italia Femenina (1): 2020/21.

## Distinciones
- Mejor jugadora de la AIC: 2019[4]
- Mejor XI femenino de la AIC: 2019,[4] 2020

## Vida personal
Giugliano es públicamente lesbiana.